# Manorville (Nova York)
Manorville és una concentració de població designada pel cens dels Estats Units a l'estat de Nova York. Segons el cens del 2000 tenia 11.131 habitants i 14.314 el 2010. El 2000 tenia 4.122 habitatges, i 2.938 famílies. La densitat de població era de 169,5 habitants per km².